# Nydala kloster

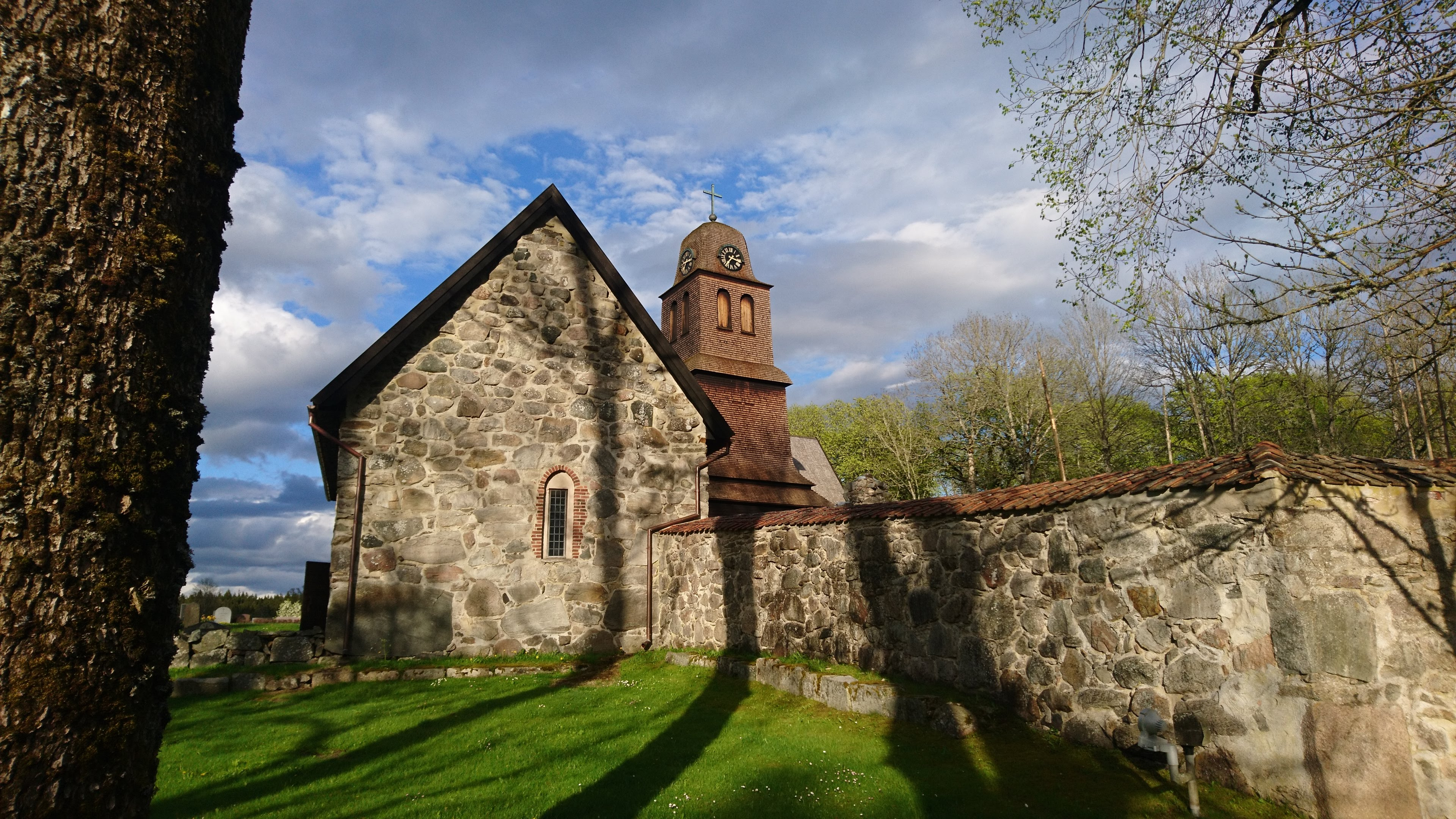
Nydala kyrka.

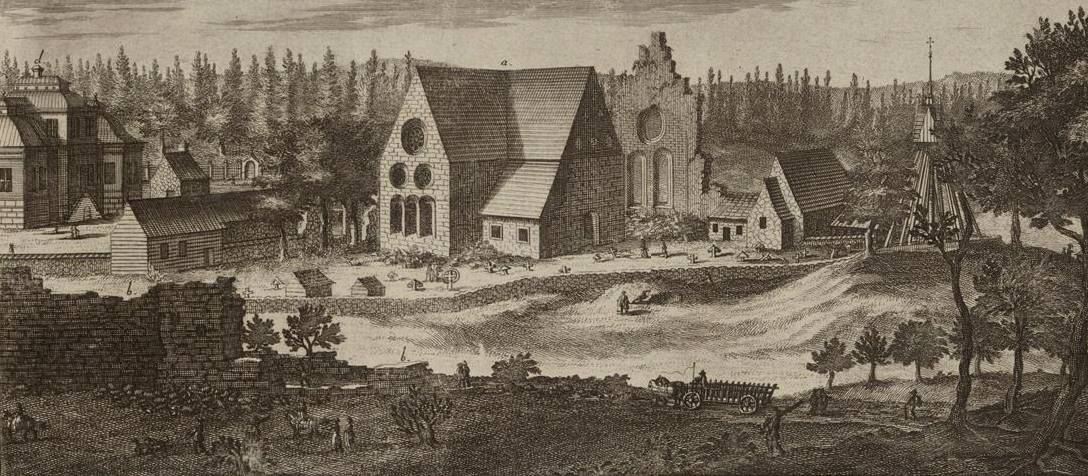
Kopparstick av Erik Dahlbergh från slutet av 1600-talet. På denna bild syns det att sockenkyrkan som invigdes 1688 var en avkortad ombyggnad av den ursprungliga klosterkyrkan. Den västra kyrkogaveln utnyttjades ej utan fick stå kvar.

Nydala kloster (latin: Nova vallis) var ett munkkloster inom cistercienserorden, beläget vid sjön Ruskens norra strand i Nydala socken i nuvarande Värnamo kommun i Småland. Det  grundades samma dag som Alvastra kloster i juni år 1143.
I januari 1521 var unionskungen Kristian II på sin eriksgata och besökte Nydala kloster. Under vistelsen lät han dränka abboten "Fader Arvid" och flera konventsbröder för misstanke om att stödja upprorsmakaren Lindorm Ribbing. Klosterverksamheten upphörde omkring 1529. Delar av klostret, bland annat två kyrkobyggnader, har under 1900-talet återskapats baserat på ruinerna.
Namnet Nydala är en tydlig anspelning på cisterciensernas moderkloster i franska Clairvaux (latin Clara vallis eller Den klara/ljusa dalen). Klostret fick en betydlig del av biskopstionden i förläning av biskop Gisle i Linköping. Klostret anlades på gränsen mellan de historiska folklanden Njudung och Finnveden.
År 1164 grundade munkar från Nydala Roma kloster på Gotland.

## Verksamhet
Fisket i Bolmån vid södra Bolmen förvärvade klostret tidigt, och denna besittning stadfästes av kungar av både den Sverkerska och Erikska ätten. Sveriges primas, ärkebiskop Absalon i Lund, utfärdade mot slutet av 1100-talet en varning, att klostrets grannar inte skulle göra ingrepp i klostrets tillhörigheter eller begå våldsamheter mot munkarna; och kung Erik den läspe och halte fällde dom, varigenom åt klostret, utan avseende på motpartens, invånarnas i Östbo härad, falska edgång, tillförsäkrades besittning av några omtvistade skogar. 
Det drog ut på tiden med klostrets uppblomstring. Mer än ett århundrade hade förflutit efter dess grundläggning, då biskop Henrik i Linköping år 1258 uppmanade invånarna på Gotland och Öland att med gåvor söka påskynda klostrets fullbordande och rädda det ur hotande förfall. Han utlovade därför åt dem avlat. Kort förut hade även biskop Vilhelm av Sabina utfärdat avlatsbrev till klostrets förmån, ett exempel, som följdes av den påvliga legaten kardinal Guido, som i samband med att han 1266 slutligen invigde klostret befallde biskopen i Linköping att återkalla alla gods och gårdar, som klostret hade fråntagits. 
Biskoparna i Linköping erhöll enligt gammal sed delaktighet i de goda verk och gärningar, som i klostret övades. Ottenby och Möckleby socknar på Öland anslogs av biskop Henrik (1279) till klostret. Hertig Bengt befriade 1289, som biskop, klostrets gods från biskopens ensaksböter, och hans efterträdare Lars utfärdade en förordning angående det tionde, som Östra och Östbo härader skulle lämna till klostret. Abboten Germund avstod dock snart en del därav mot befrielse från skyldigheten att underhålla biskopen och hans talrika följe, då de under hela adventstiden brukade vistas i klostret för att där förrätta sin andakt. 
Påvarna Bonifatius IX och Julius II utfärdade år 1390 respektive år 1503 särskilda skyddsbrev åt Nydala kloster som stadfäste forna privilegier. 1318 gjorde hertigarna Erik och Valdemar i sitt fängelse testamentariska dispositioner även till förmån för detta kloster, och 1384 förunnade kung Albrekt nydalamunkarna frälsefrihet å vissa donerade gods.

## Arkitektur
Nydalas arkitektur har franska cisterciensiska förebilder där det rakt avslutade koret med rundbågiga och runda fönster är karakteristiska inslag. Anläggningen var ursprungligen omgiven av en stenmur. I murens sydöstra del låg portkapellet, även kallat Bondkyrkan, som var öppen för allmänheten.

## Plundring och indragning
Huvudartikel: Dåden vid Nydala kloster 1521

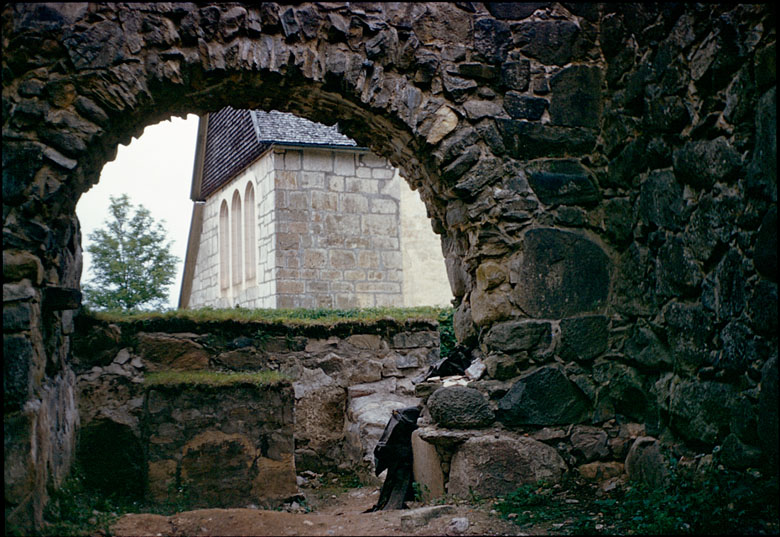
Nydala kloster.

Klostret våldgästades och plundrades av den danska armén då denna var på hemväg efter Stockholms blodbad år 1521. Krönikörer anger att Kristian II själv var närvarande men detta är en omöjlighet då han dagen efter undertecknade ett brev i Köpenhamn. Enligt krönikörerna skulle kungen efter att på kyndelmässodagen slagit nattläger vid klostret och under natten rikligt undfägnats av munkarna på morgonen därpå ha låtit ta upp en vak i isen på Rusken och däri dränkt abboten och sex eller tolv (utsagorna är här oeniga) klosterbröder. Denna version av händelsen påstås förklara varför småländska bönder reste sig mot den danska kronan och deras fogdar. 
Klostret återinvigdes 1524 men drogs slutligen in av Gustav Vasa 1529. I samband med indragningen förekom stridigheter med lokalbefolkningen som inte vill acceptera att klosteregendomen skulle få världsliga herrar. Vid indragningen ägde Nydala kloster över 250 gårdar, däribland nuvarande Ottenby kungsgård på Öland och stora, väl sammanhållna, landområden nordväst, norr och nordöst om Rusken, och var därmed det rikaste cistercienserklostret i Sverige och den största jordägaren i Småland. Vid denna tid var det enda klostret som ägde mer jord än Nydala birgittinerna i Vadstena. Skillnaden var dock här betydande då Vadstenaklostret disponerade nära 1000 gårdar.

## Klostret efter reformationen
Under det Nordiska sjuårskriget brände danska trupper år 1568 ner klosterbyggnaderna. Idag återstår bara rester av några mindre medeltida byggnader och ruinerna av den tidigare mindre församlingskyrkan (bondkyrkan), närmare bestämt det så kallade portkapellet.
En bit av klostermuren och delar av klosterkyrkan, som är inkorporerade i den nuvarande sockenkyrkan återstår också. I den nuvarande sockenkyrkan ingår nämligen högkoret, korkapellet och  tvärskeppet från den gamla klosterkyrkan. Trätornet tillkom först 1704.
Ur delar av de indragna lokala godsen bildades Nydala säteri som under 1500- och 1600-talet vandrade genom ett flertal adliga släkter. 
Den nuvarande monumentala herrgårdsbyggnaden i två våningar uppfördes på 1790-talet och är ett av länets bästa exempel på sengustaviansk arkitektur. Den köptes 1946 av Värnamo kommun och användes under 1900-talet som skola innan den lades ner 1969. 1990 förvandlades herrgården till lägergård.
Herrgårdsbyggnaden är sedan årsskiftet 2018-2019 åter privatägd och fungerar numera som privatbostad och är inte öppen för allmänheten.
Den är sedan 1946 avstyckad från godset Nydala säteri, som omfattar betydande markområden med jord och skog.
Godset ägs sedan flera generationer av släkten Tullberg, som även äger och bebor de båda herrgårdsflyglarna.
Utöver Nydala säteri bildades friherrskapet Lundholmen av nära femtio Nydalagårdar. Detta förlänades år 1569 till Nils Göransson Gyllenstierna. Herrgården är belägen i utkanten av Vrigstad i Sävsjö kommun.

## Cisterciensernas återkomst
Under början av 2000-talet gjordes ett försök att åter starta ett munkkloster i Nydala, denna gång i huvudbyggnaden till Nydala herrgård. 6 juni 2008 skedde en invigningsceremoni av ett nytt kloster med bland annat en ekumenisk gudstjänst. Grundandet skulle ske från abbediet Santa Croce in Gerusalemme i Rom, i samarbete med Värnamo kommun. Don Simone Fioraso, abbot i Santa Croce, övervarade tillsammans med en annan cisterciensabbot från Vietnam invigningen. Det var tre munkar från Vietnam som skulle installeras i klostret, och i trakten runt Värnamo lever flera personer från eller med bakgrund i Vietnam. Professor emeritus och dominikanpräst Anders Piltz predikade under mässan. En vietnamesisk kör och en blockflöjtsensemble medverkade. Ordföranden i Värnamo kommunfullmäktige, teologie doktor Christer Fjordevik, välkomnade munkarna åter till Nydala kloster.
De tre munkarna hade bara turistvisum och reste därför runt i Europa under sommaren för att återvända till Vietnam och färdigställa utresedokumentationen innan de skulle kunna starta med att färdigställa herrgårdsbyggnaden med boende och kapell. Portkapellet skulle användas för gudstjänster. Samtidigt drabbades abbediet i Rom av interna konflikter och i Vietnam avled abboten vilket gjorde att munkarna fick andra uppgifter och intresset för att starta verksamhet i Nydala minskade. År 2010 stod det klart att cisterciensorden drog sig ur och reglerade den skuld som uppkommit i samband med att avtalet bröts till Värnamo kommun.

## Orgel
- 1753 skänktes en orgel med 10 stämmor till kyrkan av hovjunkare Gustaf Lindrot. Orgeln var byggd av Jonas Hielm, Växjö.[7]

## Galleri

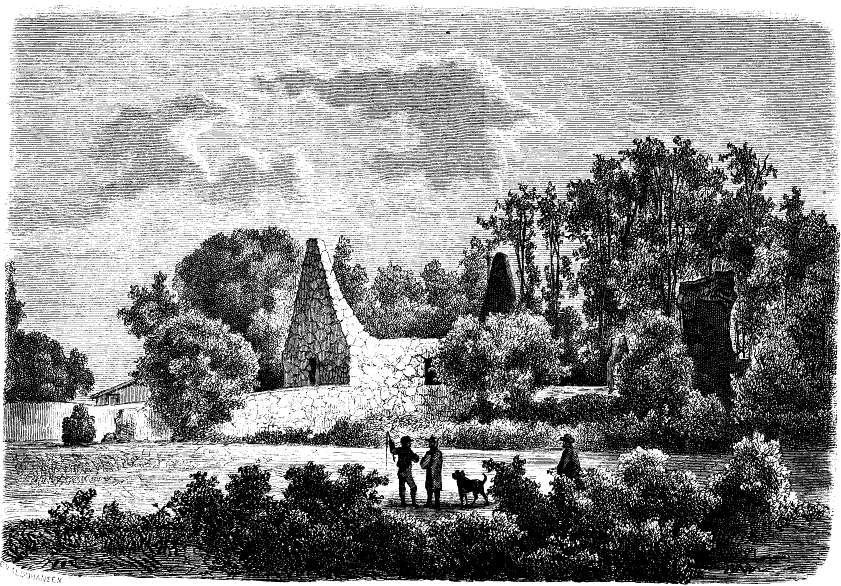
Bondkyrkan och resterna av klostermuren avritat 1872.
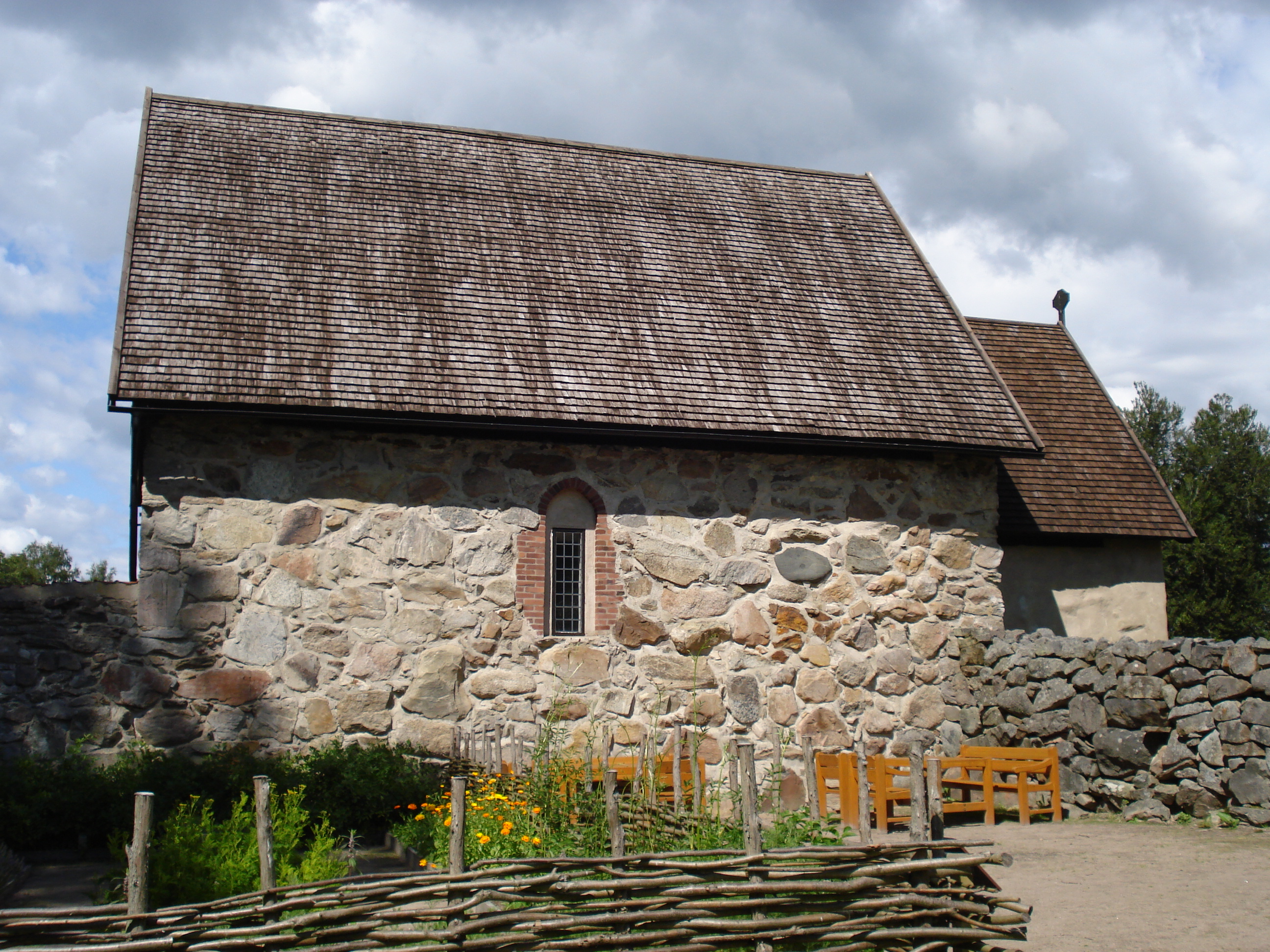
Bondkyrkan.
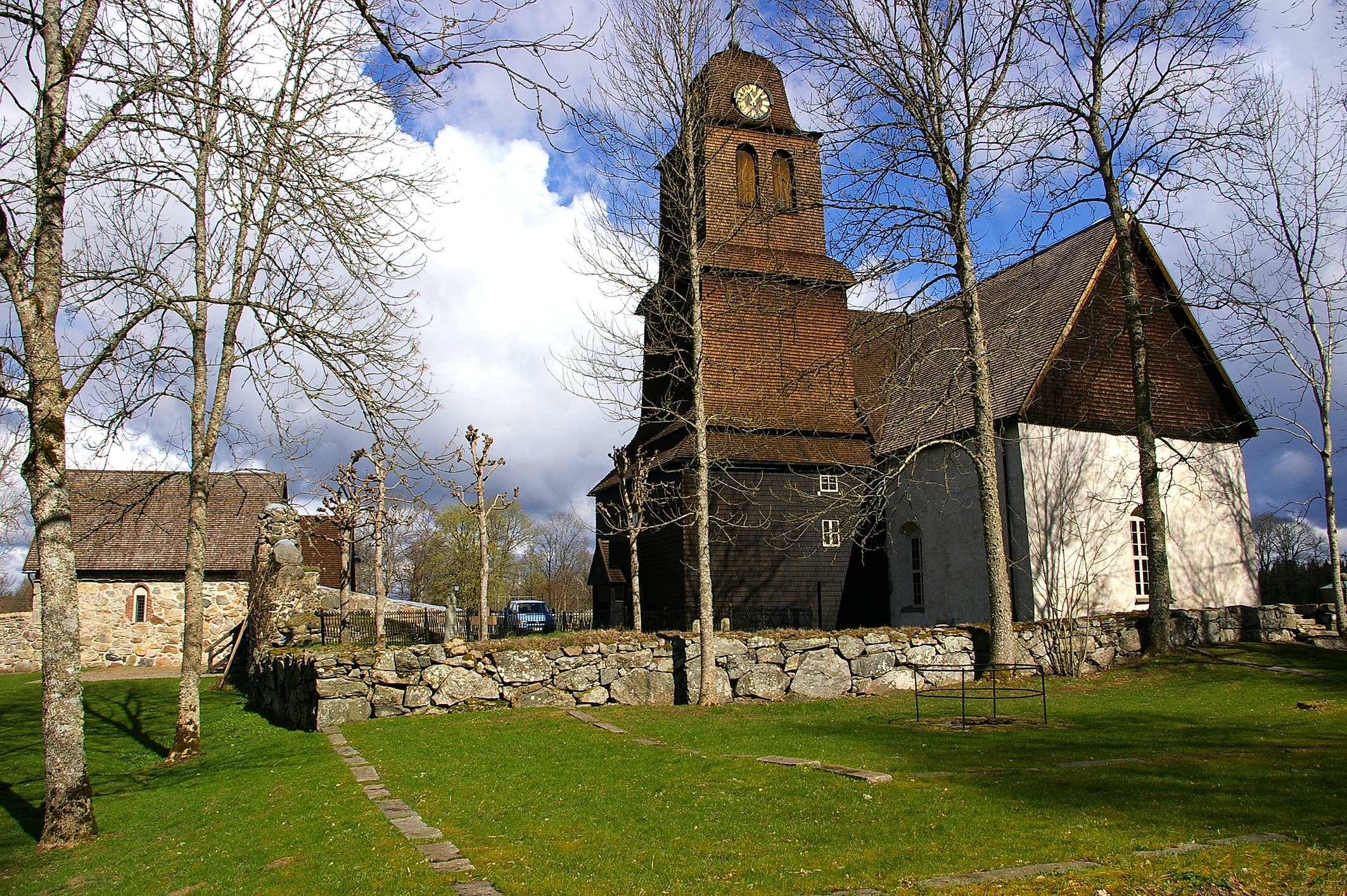
Nydala klosterkyrka från söder.
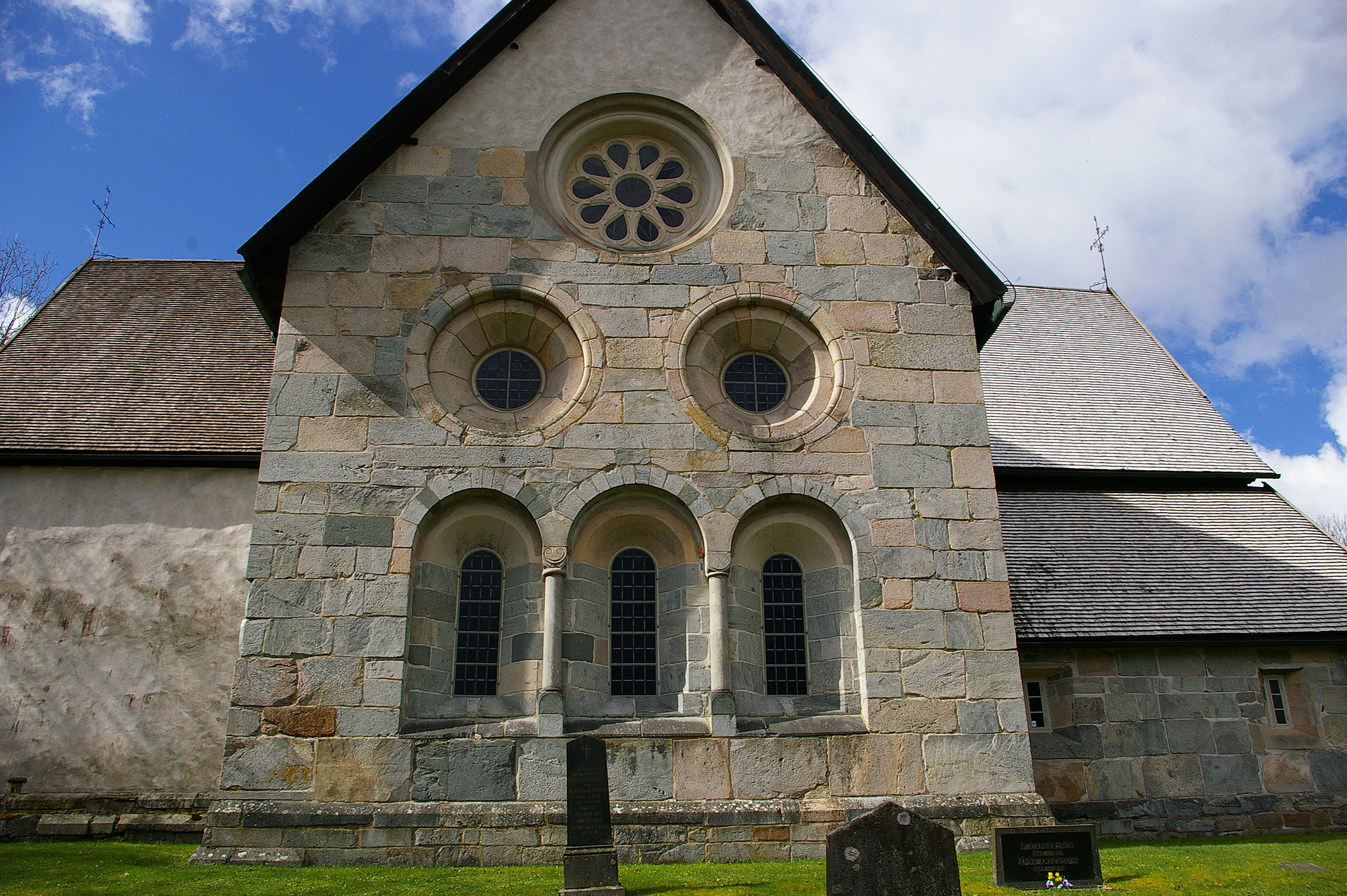
Exteriör från öster.
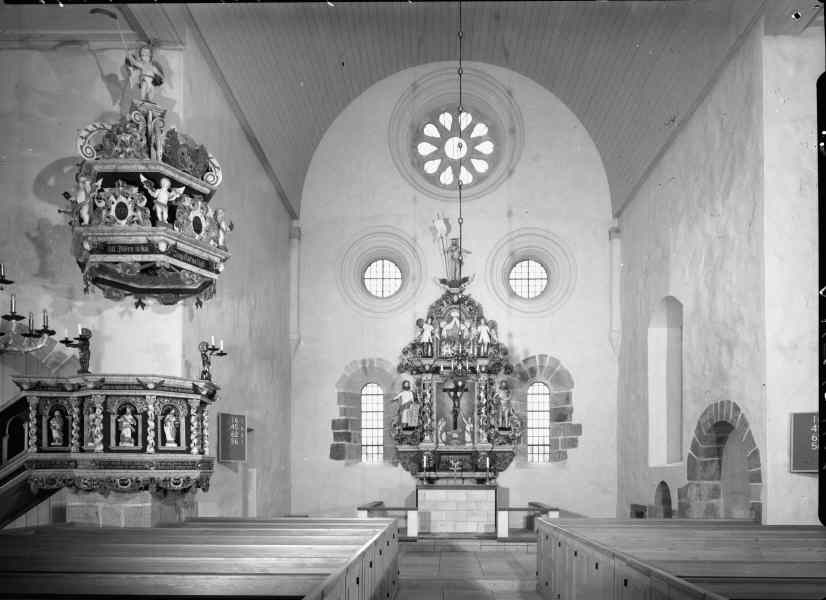
Klosterkyrkans interiör.
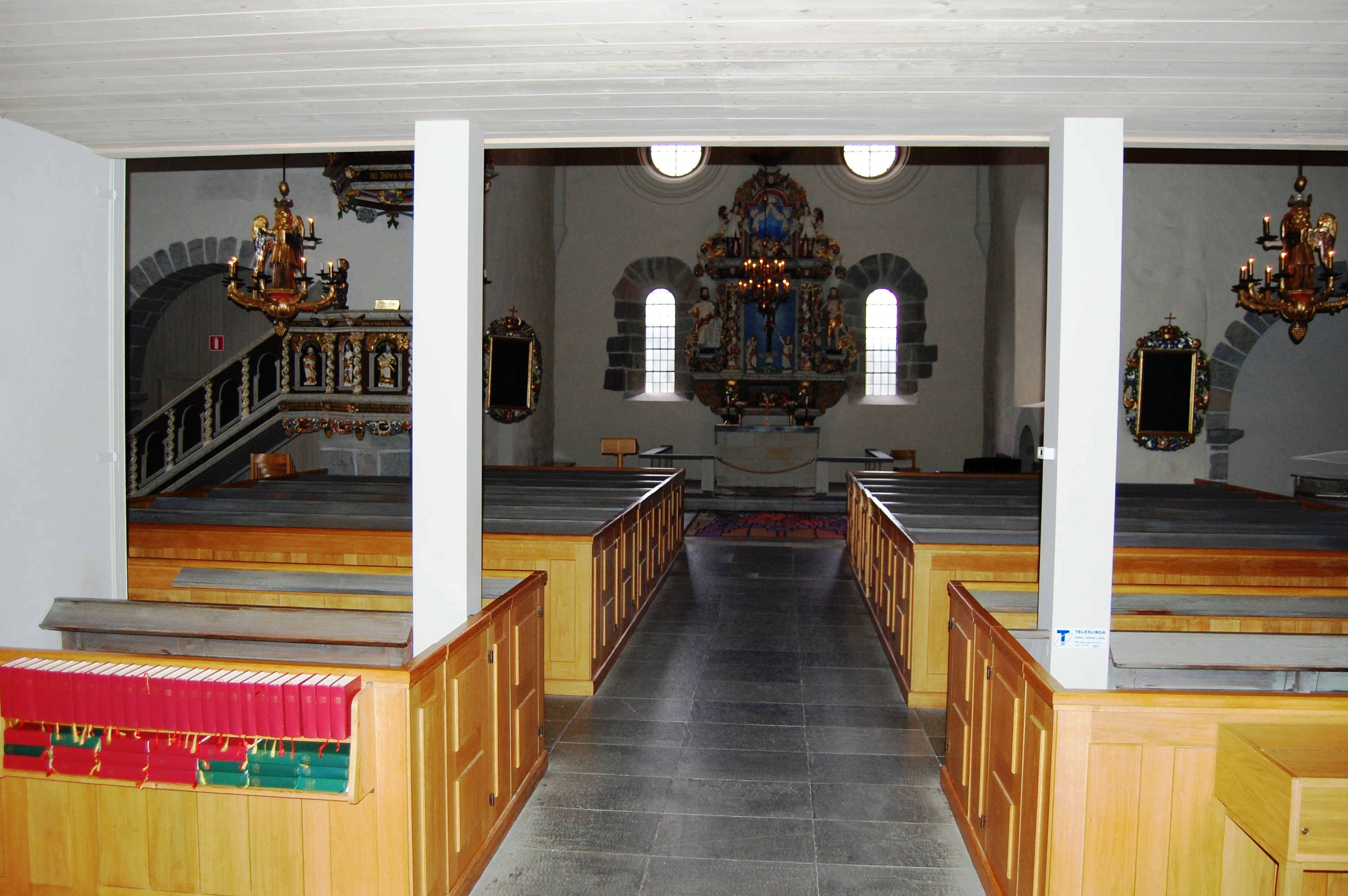
Kyrkosalen.
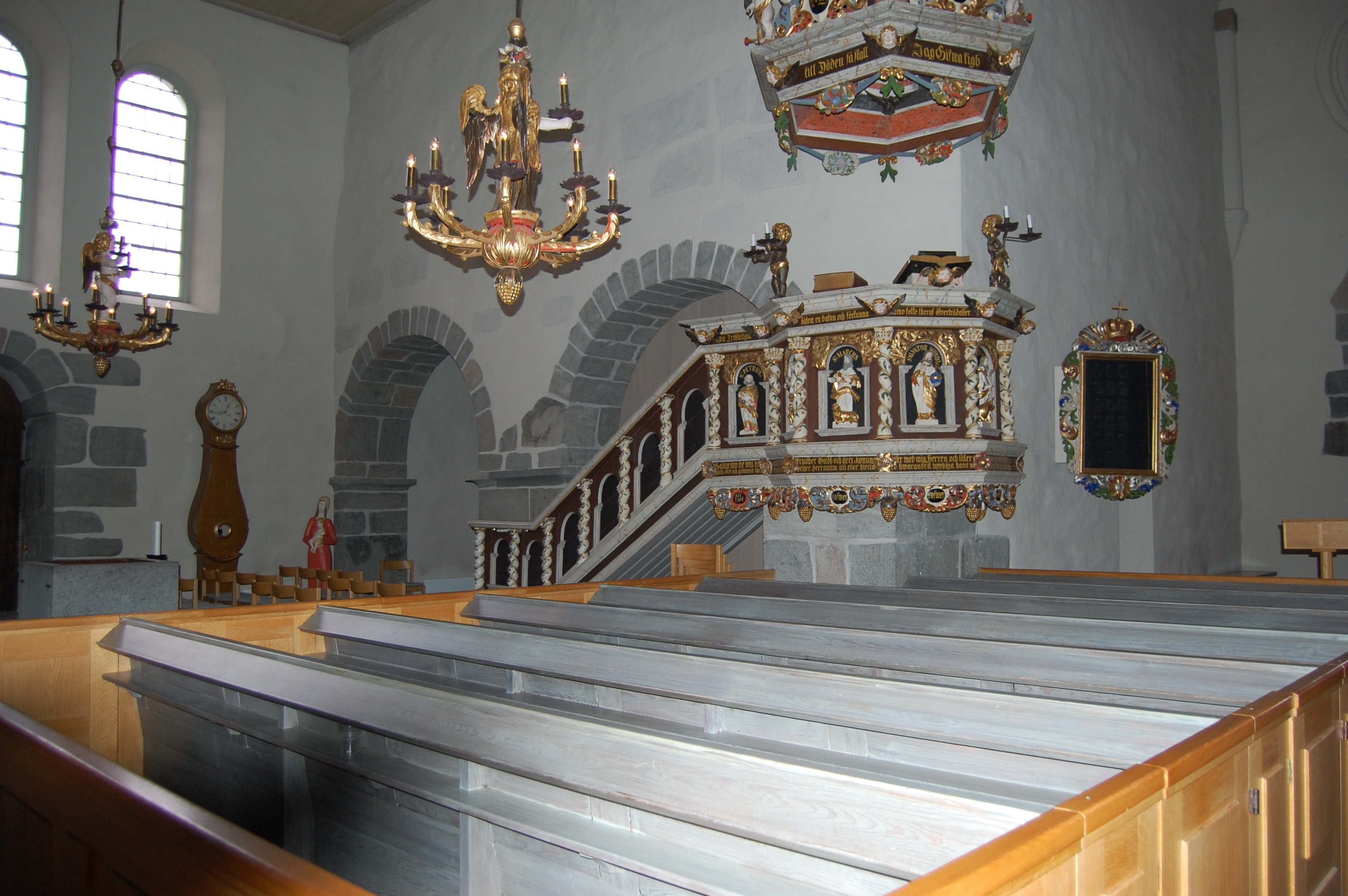
Prediktstolen.
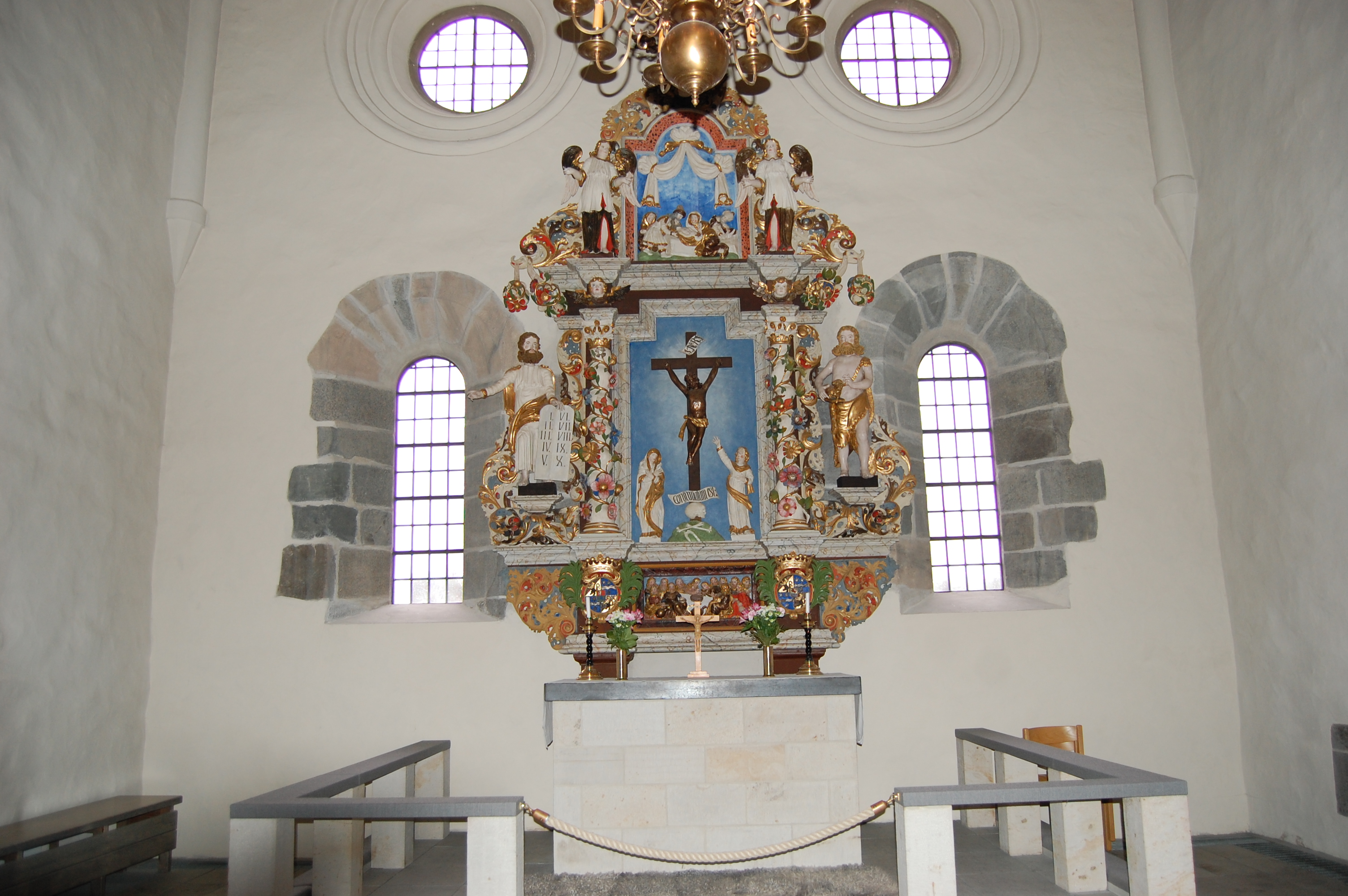
Altare och altartavla.